# Elkalyce luteumfera
Elkalyce luteumfera är en fjärilsart som beskrevs av Ruggero Verity 1919. Elkalyce luteumfera ingår i släktet Elkalyce och familjen juvelvingar. Inga underarter finns listade i Catalogue of Life.